# 甲斐ひろゆき
甲斐 ひろゆき（かい ひろゆき）は、日本の漫画家。主に成人向け漫画を執筆している。旧ペンネームは柊流架。

## 作風
巨乳・爆乳の女性キャラクターの多さが顕著で、近親相姦を描いた作品も比較的多いが、一方では純愛なども手掛ける器用な作風が特徴。

## 人物
山梨県在住。

## 作品リスト

### 漫画
成人向け作品
- エロちち。（スコラマガジン株式会社、全1巻、2008年5月24日発行、ISBN 978-489421-806-2） ※ 柊 流架 名義
- ラブかちゅ（ 富士美出版株式会社、全1巻、2010年6月20日発行、ISBN 978-4-89421-951-9）
- 真夏の花園（ 富士美出版株式会社、2011年3月5日発行 ）
- びっちHiすくーる（ 富士美出版株式会社、2011年12月5日発行 ）
- 姉母姦系（ 富士美出版株式会社、2013年4月5日発行 ）
- トモ母（ 富士美出版株式会社、2013年12月5日発行 ）
- わーく＆せっくす（ 株式会社コアマガジン、2014年11月14日発行 ）
- 僕の山ノ上村孕ませ日記（ 富士美出版株式会社、2015年4月5日発行 ）
- 巨乳エロ漫画家さんとのパコハメ資料づくりは大変ですっ！（ 富士美出版株式会社、2016年7月10日発行 ）
- 超乳祭（ 株式会社コアマガジン、2016年10月1日発行 ）
- 欲棒瞞妻（ 株式会社コアマガジン、2018年8月14日発行 ）
- はんなり大人教育（ 富士美出版株式会社、2018年11月20日発行 ）
- 孕ませ! 〜種付けされる人妻たち〜（株式会社コアマガジン、2020年7月31日発行）